# École militaire Souvorov de Kazan
L'école militaire Souvorov de Kazan (Казанское суворовское военное училище, КзСВУ) est un établissement d'enseignement secondaire militaire situé à Kazan en Russie. L'école est subordonnnée au commandant-en-chef des forces armées de terre de Russie,.

## Histoire
Une directive du 20 juin 1944 du commandement des forces armées du district militaire de la Volga transfère les anciens locaux de l'hôpital militaire installé depuis 1941 dans les locaux de l'institut pédagogique oriental à la future école militaire Souvorov. Ces locaux abritaient à l'origine (1841) l'institut des jeunes filles de la noblesse de Kazan (jusqu'en 1918), remplacé par l'école-commune Karl-Marx et ensuite par l'institut pédagogique oriental. L'école Souvorov est formée le 30 septembre 1944 avec quatre compagnies d'environ cent cadets en deux classes de 50. L'année scolaire commence le 2 octobre 1944 et le drapeau rouge lui est confié le 8 novembre suivant sur la place de la Liberté de Kazan. Ce jour est choisi comme celui de la fondation de l'école.
La première promotion de sortie est effective en 1949 avec 65 cadets. En août 1955, des cadets de la 2e école préparatoire d'artillerie de Moscou récemment dissoute sont admis à l'école Souvorov de Kazan au nombre de 47 élèves, ainsi que 9 élèves de l'école spéciale de l'armée de l'air de Kazan. En août 1956, l'école admet 17 élèves de l'école militaire Souvorov de Kouïbychev et 12 élèves de l'école militaire Souvorov de Stalingrad toutes les deux récemment supprimées.
L'école reçoit l'ordre du Drapeau rouge en 1973. Le musée d'histoire de l'école Souvorov de Kazan est ouvert en 1994.

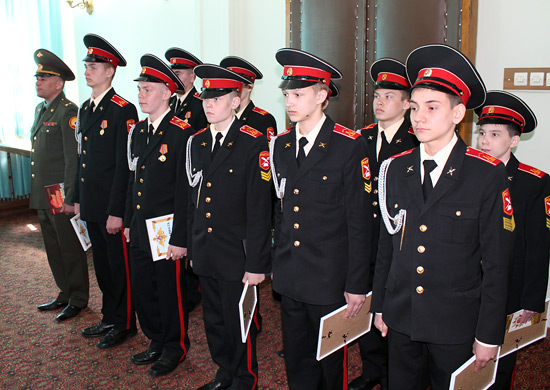
Les cadets de l'école en 2014.

Depuis sa création, l'école a formé plus de douze mille cadets; plus de soixante ont atteint le grade de général, dix-neuf ont été élevés à la dignité de héros de l'Union soviétique, onze sont devenus académiciens et des centaines sont devenus docteurs et candidats au doctorat en sciences.
L'école emploie 41 enseignants. Elle est organisée en sept compagnies. On y enseigne la langue et la littérature russe, l'histoire et la géographie, les mathématiques et l'informatique, la physique et l'astronomie, la chimie et la biologie, les langues étrangères, la musique, la danse et le chant, les disciplines militaires et l'éducation physique. L'école dispose d'un terrain d'entraînement tactique, d'un centre médical avec quinze lits, un laboratoire TSO, un club, une bibliothèque, un musée, une cantine pour 650 places, un club de tir, cinq salles de sport et une piscine, etc.

### Directeurs
- 1944-1946 : major général Vassili Boloznev
- 1946-1951 : major général Grigori Mirochnitchenko
- 1951-1954 : major général Nikolaï Roudnev
- 1954-1957 : major général Ilia Panine
- 1958-1974 : major général Alexandre Smirnov
- 1974-1984 : major général Nikolaï Gorbanev
- 1984-1990 : major général Klavdi Chestakov
- 1990-2003 : major général Mikhaïl Kotovski
- 2003-2006 : colonel Valeri Nemirovski
- 2006-2013 : major général Alexandre Borodine
- 2013-2014 : lieutenant général Vladimir Tchaïnikov
- 2014 à aujourd'hui : major général Valeri Mirontchenko

### Diplômés notables
- Vadim Emelianov (1942-1977): champion olympique de boxe (promotion 1962)
- Valeri Guerassimov (1955-): commandant des forces groupées de la fédération de Russie (promotion 1973)
- Dmitri Kraïev (1965-): lieutenant général, commandant en 2017-2022 du 14e corps d'armée de la flotte du Nord (promotion 1982).